# José Antonio Gordillo
José Antonio Gordillo Luna (Morón de la Frontera, 24 de enero de 1974) es un exfutbolista y entrenador de fútbol español. Actualmente es Coordinador en la Cantera del Real Betis Balompié SAD.

## Carrera como entrenador
Gordillo comenzó su carrera como técnico en 2008, formando parte del cuerpo técnico del Écija Balompié, equipo al que terminó entrenando como técnico interino. Al año siguiente, dirigió al Real Betis "C".
En febrero de 2017 se incorporó al RC Deportivo de La Coruña como ayudante técnico de Pepe Mel. Posteriormente, en marzo de 2018, se incorporó al Levante UD como asistente de Paco López.
El 14 de mayo de 2018, fichó por el Club Gimnàstic de Tarragona, de la Segunda División de España. Dirigió al equipo catalán en los 3 últimos partidos de la temporada 2017-18, logrando la victoria en todos ellos y obteniendo la permanencia en la categoría de plata. Por ello, renovó su contrato con el club. Sin embargo, no obtuvo buenos resultados en el curso siguiente, por lo que terminó siendo despedido el 22 de octubre de 2018, dejando al Nàstic en puestos de descenso tras 10 jornadas de Liga.
En agosto de 2020  lo contrató el Sporting de Gijón como ayudante de David Gallego.
En enero del 2022, se marcha como ayudante de Pedro Morilla al Wuhan Three Towns de la Super Liga China, consiguiendo el campeonato de Liga y Copa.

## Clubes

### Como jugador
| Club                   | País   | Año       | Partidos | Goles |
| ---------------------- | ------ | --------- | -------- | ----- |
| Real Betis "B"         | España | 1992-1996 | 83       | 9     |
| CD Castellón           | España | 1996-1997 | 33       | 0     |
| Real Murcia            | España | 1997-1998 | 22       | 0     |
| Gimnàstic de Tarragona | España | 1998-2003 | 114      | 5     |
| Pontevedra CF          | España | 2003      | 18       | 1     |
| Real Jaén CF           | España | 2003-2004 | 1        | 0     |

### Como entrenador
| Club                         | País   | Año       | P  | PG | PE | PP | % v.  |
| ---------------------------- | ------ | --------- | -- | -- | -- | -- | ----- |
| Écija Balompié (ayudante)    | España | 2008-2009 |    |    |    |    |       |
| Écija Balompié (interino)    | España | 2009      | 2  | 2  | 0  | 0  | 100   |
| Real Betis "C"               | España | 2009-2010 | 18 | 7  | 7  | 4  | 38.89 |
| UD Morón                     | España | 2016      | 7  | 2  | 2  | 3  | 28.57 |
| Levante UD (ayudante)        | España | 2018      | 10 | 8  | 1  | 1  | 80    |
| Gimnàstic de Tarragona       | España | 2018      | 14 | 4  | 3  | 7  | 28.57 |
| Real Betis Juvenil           | España | 2019-2020 |    |    |    |    |       |
| Sporting de Gijón (ayudante) | España | 2020-     |    |    |    |    |       |